# Critics Choice Association
A Critics Choice Association (CCA) anteriormente chamada de  Broadcast Film Critics Association (BFCA) é a maior organização de críticos de cinema de Estados Unidos e Canadá. Fundada em 1995, conta com aproximadamente trezentos críticos de televisão, rádio e de internet. No mês de dezembro, eles se reúnem para votar nos Prêmios Critics' Choice de Cinema (em inglês: Critics' Choice Movie Awards), dados anualmente em reconhecimento às melhores realizações cinematográficas durante o ano, os quais são entregues todo mês de janeiro do ano posterior. Seus prêmios são um dos mais prestigiados de críticos de cinema nos Estados Unidos e são um Termômetro para o Oscar.
A CCA também seleciona um Filme do Mês e recomenda outros ao longo do ano, com base nos graus cumulativos que cada filme recebe na votação mensal.